# Salmorejo

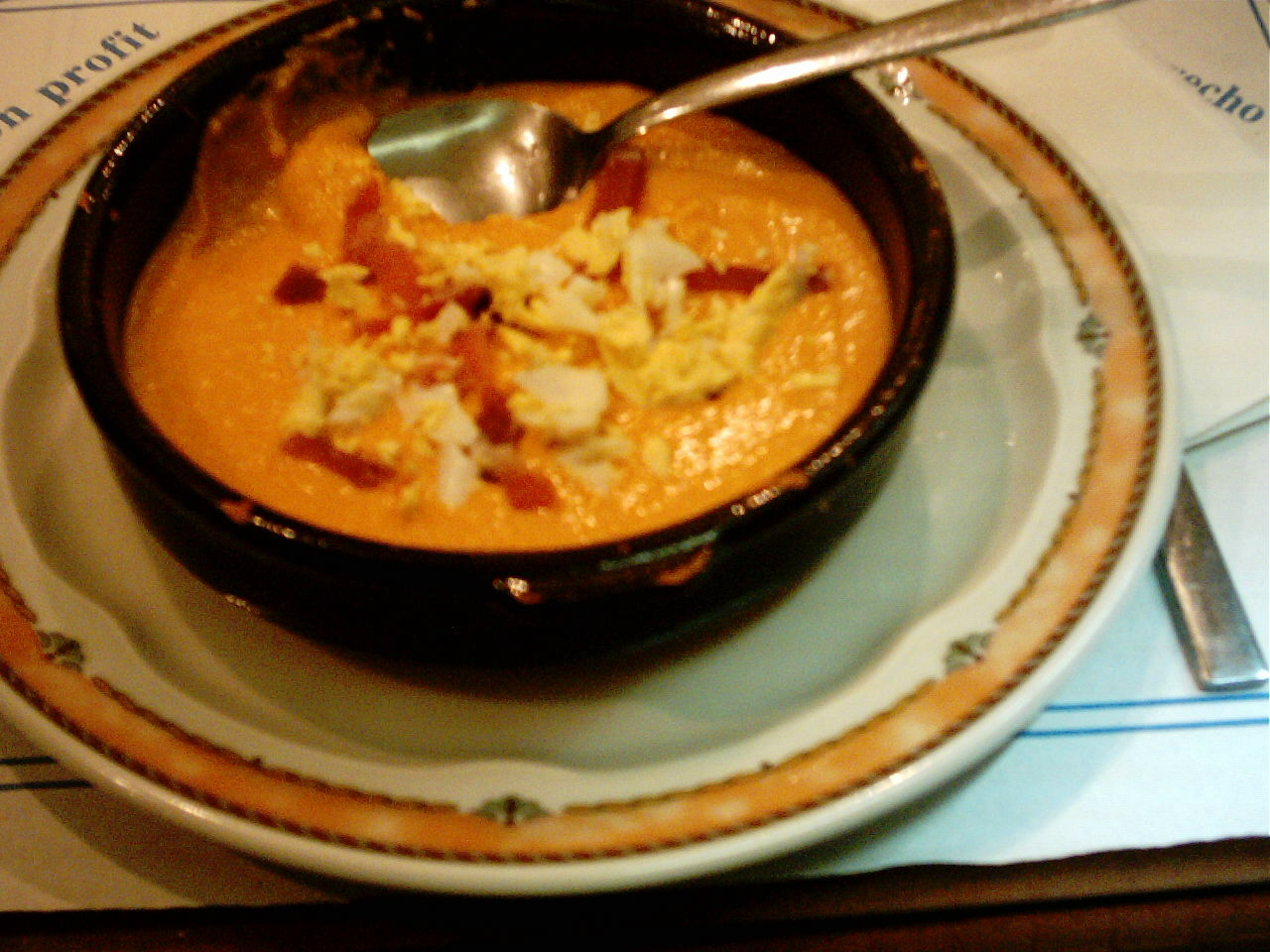
Salmorejo di Cordova

Il salmorejo (o salmorejo cordobés) è una zuppa fredda spagnola, tipica della zona di Cordova in Andalusia.

## Preparazione
La ricetta è a base di pomodoro, aglio, pezzi di pane duro, olio extravergine di oliva, aceto e sale, il tutto frullato con un frullatore ad immersione. La sua consistenza è quella di un purè o di una salsa; il piatto si serve con l'aggiunta in cima di spicchi di uovo sodo, pezzetti di jamón serrano (prosciutto crudo stagionato) e un filo di olio d'oliva.
Non va confuso con il gazpacho, da cui si differenzia per densità (è notevolmente più denso in quanto contiene grandi quantità di pane), gusto (più delicato) e colore (rosso arancione anziché rosso rosa per via del maggior tenore di olio). Va servito a temperatura ambiente.
A Osuna, in provincia di Siviglia, è noto come ardoria o aldoria.